# Jahon Qurbonov
Jahon Qurbonov est un boxeur tadjik né le 12 février 1986.

## Carrière
Médaillé de bronze aux Jeux asiatiques de Canton en 2010 dans la catégorie poids lourds, il se qualifie également pour les Jeux olympiques de 2012 à Londres.

## Palmarès

### Jeux olympiques
- Qualifié pour les Jeux de 2012 à Londres, Angleterre

### Boxe amateur auxJeux asiatiques
- Médaille de bronze en -91 kg en 2010 à Canton, Chine